# Pierce McKennon

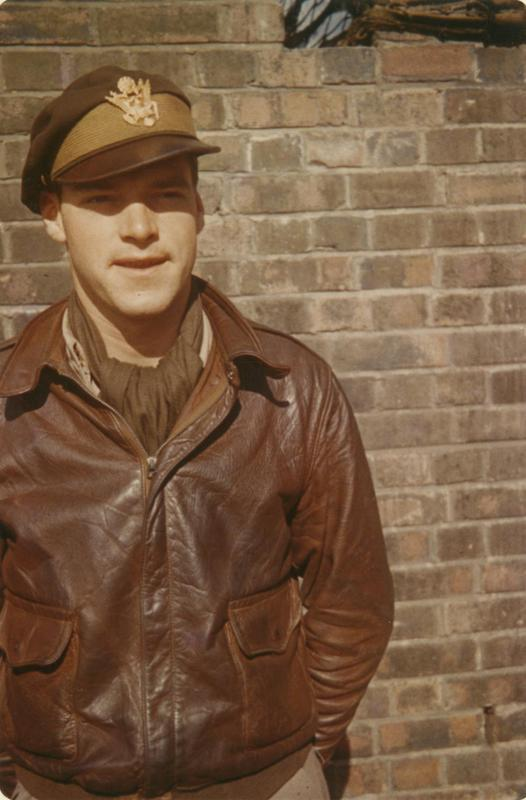
Pierce McKennon

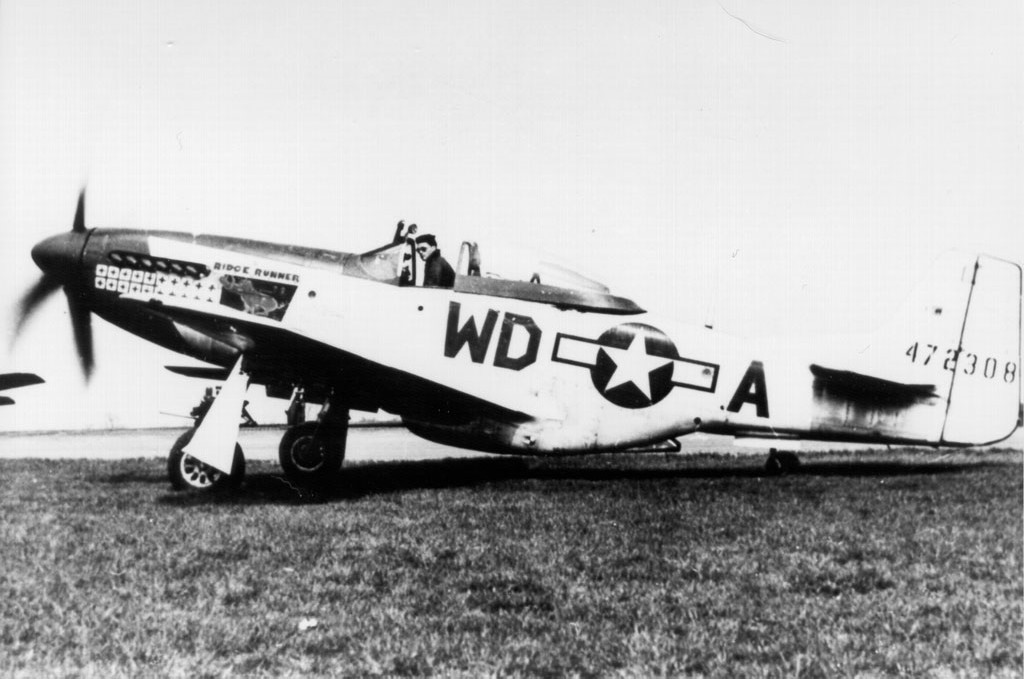
Pierce McKennon in seiner P-51 Mustang

Pierce Winningham „Mac“ McKennon (* 30. November 1919 in Clarksville, Arkansas; † 18. Juni 1947 bei San Antonio, Texas) war ein amerikanischer Jagdflieger im Zweiten Weltkrieg.

## Leben
Pierce McKennon, der den Spitznamen „Mac“ trug, trat 1941 in das US Army Air Corps ein. Seine Ausbildung zum Piloten wurde mit der Begründung mangelnder Eignung abgelehnt. Daraufhin begab er sich nach Kanada. Die Royal Canadian Air Force setzte andere Schwerpunkte bei der Auswahl ihrer Piloten. Er bestand die Pilotenprüfung und wurde zu einer Spitfirestaffel nach Großbritannien versetzt. Im November 1942 wurde er zur 4th Fighter Group der US Air Force versetzt. Seine ersten Luftsiege errang er mit der Republic P-47 Thunderbolt. Nach einer Umrüstung auf die North American P-51 Mustang erfolgten weitere Abschüsse, so dass er am Ende seiner ersten Einsatzperiode 10 1/2 Luftsiege errungen hatte.
Am 18. August 1944 kehrte er nach Debden zurück. Am 28. August wurde er über Frankreich abgeschossen. Mit Hilfe der Résistance konnte er einer Gefangenschaft entgehen, kam aber erst im September zu seiner Einheit zurück. Bei einem Angriff auf den Flugplatz Neubrandenburg wurde er am 18. März 1945 von der Flak abgeschossen. Er konnte sich mit dem Fallschirm retten. Bevor er gefangen genommen werden konnte, landete Leutnant George Green in seiner Nähe und las ihn auf. Gemeinsam flogen sie in Greens Maschine zurück nach Debden. McKennon beendete den Krieg mit 11 Luftsiegen und mit 9,83 am Boden zerstörten Flugzeugen.
Nach dem Krieg arbeitete Pierce McKennon als Fluglehrer. Er starb am 18. Juni 1947 bei einem Flugunfall in der Nähe von San Antonio, Texas.